# 横山あさみ
横山 あさみ（よこやま あさみ、1997年6月7日 - ）は、鹿児島讀賣テレビ（KYT）所属のアナウンサー。

## 来歴
音楽好きの一家のもとに生まれた。立教大学観光学部観光学科卒業。
2020年、鹿児島読売テレビに入社。同期のアナウンサーは毛織華澄。

## 人物
趣味は、ギター・焼き鳥を食べること（特にせせり）。特技はクラシックバレエ（2歳から続けている）・和太鼓。
3歳から約10年間ピアノを、高校3年間はドラムを習っていた。
大学時代は日テレイベントコンパニオンを務めていた。

### 交友関係
女優の上白石萌音、上白石萌歌は幼馴染で、クラシックバレエを習っていた時の友人である。

## 現在の出演番組
- かごしまソロ活 (2020年12月24日 - )[2][6]
- かごピタ→かごピタFAMILIAR（2021年10月 - )
- KYT news every.
- KYTニュース

## 過去の出演番組
- 『鹿児島命！郷土愛グランプリ！』（2020年9月19日)[7]
- air music packer AMP (2021年4月 - 2024年3月)[3]
- 名探偵コナン（2025年2月15日） - 横山アナウンサー